# Le Crêt-du-Locle
Le Crêt-du-Locle ist eine Ortschaft in der Gemeinde La Chaux-de-Fonds des Kantons Neuenburg in der Schweiz. Le Crêt-du-Locle liegt auf der Wasserscheide zwischen La Chaux-de-Fonds und Le Locle auf 1016 m ü. M.
Das Bild von Le Crêt-du-Locle wird von Industriebetrieben geprägt, die vorwiegend in der Uhrenfabrikation tätig sind. Die Ortschaft hat rund 400 Einwohner.
1869 fand in Le Crêt-du-Locle ein Treffen der Juraföderation, einer vorwiegend aus Uhrenarbeitern bestehenden revolutionären Bewegung, statt.

## Verkehr

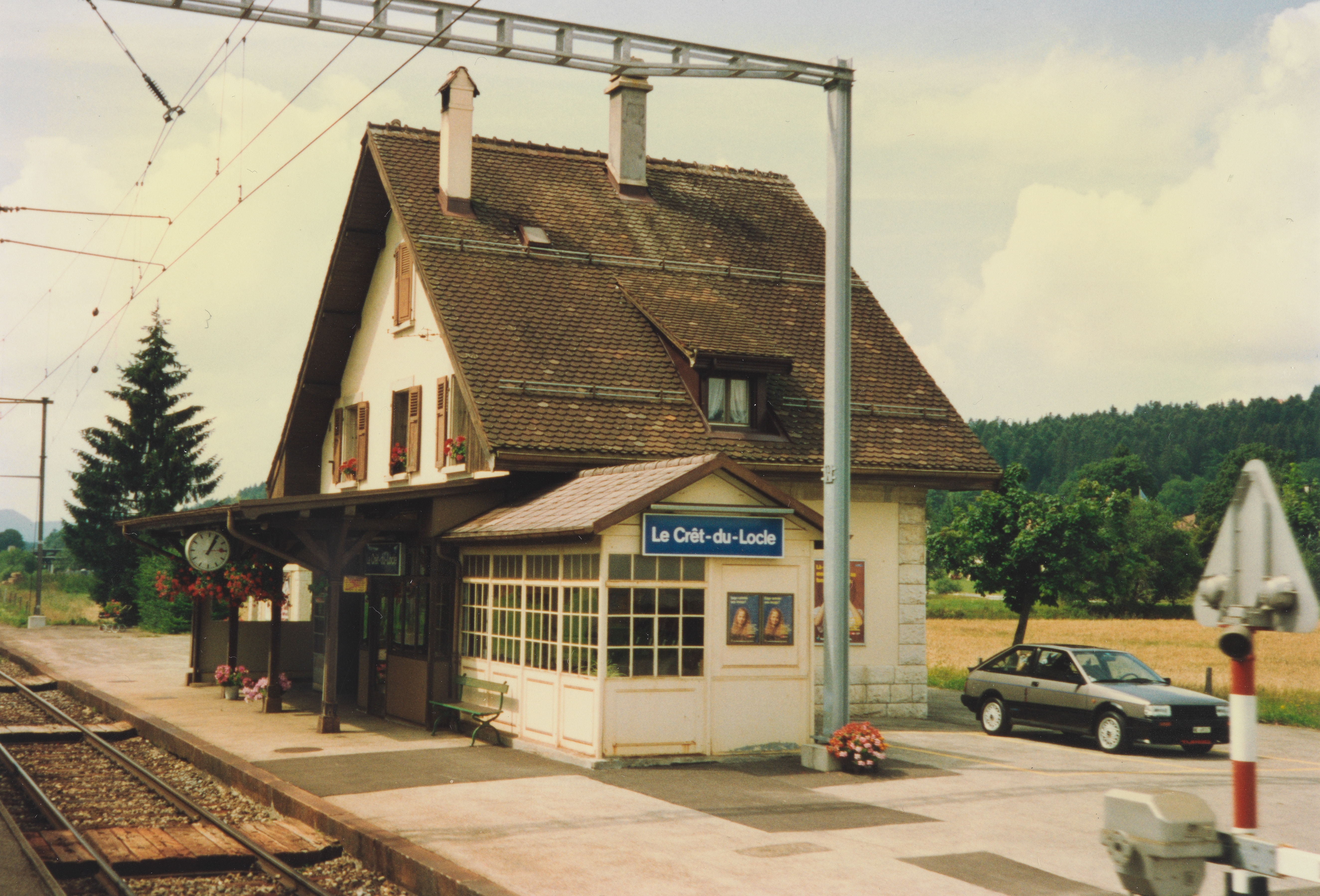
Früheres Stationsgebäude

Le Crêt-du-Locle liegt an der Hauptstrasse 20 Le Locle–Neuenburg und an der 1857 eröffneten Bahnlinie La Chaux-de-Fonds–Le Locle. Seit 2004 wird der Ort durch einen Abschnitt der Autobahn A20 umfahren.
Der Bahnhof Le Crêt-du-Locle wurde aufgehoben, aber wegen der vielen Arbeitsplätze besteht seit 2007 wieder eine Haltestelle. Sie wird von den SBB halbstündlich und in den Hauptverkehrszeiten zusätzlich von den Zügen La Chaux-de-Fonds–Morteau des TER Franche-Comté bedient. Zusätzlich besteht ein dichtes Angebot von Busverbindungen der transN.

## Persönlichkeiten
- Jacques Béguin (1922–2013), Regierungsrat (PPN)